# Migos
Migos fue un grupo estadounidense de hip hop fundado en Lawrenceville, Georgia, en 2008. El grupo estaba compuesto por los raperos Quavo, su sobrino Takeoff y Offset. Quavo es de Athens, Georgia, mientras que Offset y Takeoff nacieron y crecieron en las cercanías de Lawrenceville. Como grupo, fueron dirigidos por Coach K, el ex manager de Gucci Mane y Jeezy, y colaboraron frecuentemente con productores como DJ Durel, Murda Beatz, Zaytoven y Buddah Bless. Reconocidos por su contribución a la música trap en la década de 2010, Billboard declaró que el grupo «influyó en la cultura hip hop al llevar sus raíces del norte de Atlanta a la corriente principal».
El grupo lanzó su primer sencillo "Versace" en 2013, parte de su mixtape Y.R.N. (Young Rich Niggas). Varias de sus canciones fueron un éxito, como "Fight Night" (2014), Look At My Dab (2015) y Bad and Boujee (2016), su canción más exitosa. 
El grupo lanzó su primer álbum, Young Rich Nation, en 2015 bajo los sellos Quality Control Music y 300 Entertainment. Su segundo álbum, Culture, fue lanzado en el año 2017.

## Carrera

### 2009-2012: Formación y primeros años
Migos se fundó en el año 2009 con Quavo, Takeoff y Offset como integrantes. Los tres son familiares cercanos y crecieron juntos: Quavo es el tío de Takeoff y Offset es el primo de Quavo. Dos años más tarde, en 2011, el trío lanzó su primer trabajo de larga duración, el mixtape Juug Season. Al año siguiente, a comienzos de junio, lanzaron el mixtape No Label.

### 2013: Descubrimiento y "Versace"
En 2013, Migos lanzó el sencillo "Versace", producido por Zaytoven y que alcanzó el número 99 en la lista Billboard. Ese mismo año, el rapero canadiense Drake hizo una mezcla de la canción y la presentó en el iHeartRadio Music Festival de ese año, gracias a lo cual se hizo más conocido. En junio, la banda lanzó el mixtape Y.R.N. (Young Rich Niggas), el cual recibió buenos comentarios por parte de la crítica. Brandon Soderberg de la revista Spin calificó el álbum con 8 estrellas de 10 y comparó a los miembros con Gucci Mane, Soulja Boy y Future.
El 15 de junio la banda se presentó en la cadena de radio Hot 107.9. "Versace" apareció en muchas listas a fines de ese año: ocupó el puesto número 1 en Las mejores canciones del 2013 de XXL, el puesto número 4 en Las cincuenta mejores canciones del 2013 de la revista Complex, el puesto número 5 en Las cincuenta mejores canciones del 2013 de SPIN, el puesto número 38 Las cien canciones principales del 2013 de Pitchfork y el puesto número 69 en Las mejores canciones del 2013 de la revista Rolling Stone. Por su parte, Y.R.N. (Young Rich Niggas) ocupó el puesto número 27 en los mejores álbumes del año en la revista SPIN.

### 2014-2015: Mixtapes yYoung Rich Nation
En febrero de 2014, Migos lanzó su segundo mixtape, No Label, el que fue descargado más de cien mil veces durante la primera semana en línea. Cuatro meses más tarde el grupo firmó un contrato con el sello discográfico 300 Entertainment. Ese mismo mes (junio) la banda lanzó el sencillo "Fight Night", el que apareció en la lista de XXL y ocupó el puesto número 69 en los éxitos de Billboard. En noviembre, la banda lanzó otro mixtape, Rich Nigga Timeline y fue considerado por la revista Rolling Stone como el séptimo mejor álbum del 2014.
En febrero de 2015, Migos lanzó el sencillo "One Time" y logró el puesto número 34 en las listas de la Hot R&B/Hip-Hop Songs. En julio, la banda lanzó su primer álbum de estudio, Yung Rich Nation. En septiembre dejaron el sello 300 Entertainment y lanzaron un nuevo mixtape titulado Back to the Bando. El primero sencillo, "Look at My Dab", fue lanzado en septiembre de dicho año. La canción fue conocida en todo el mundo gracias al dab, baile que la banda y algunos jugadores de la NFL hicieron popular.

### 2016-2021: Reconocimiento mundial, Culture I, II, III
Los migos son el grupo más influyente de trap a nivel mundial. En enero de 2016, Migos lanzaron un nuevo mixtape, Young Rich Niggas. En octubre lanzaron el sencillo "Bad and Boujee", en el que apareció el rapero Lil Uzi Vert como colaborador. La canción se convirtió en la primera canción de la banda en alcanzar el primer puesto en la lista de Billboard. Luego lanzó el sencillo "T Shirt" y le siguió su segundo álbum de estudio, Culture, lanzado en enero de 2017 y colaboraron con la cantante norteamericana Katy Perry en el sencillo "Bon Appétit" de su álbum Witness
En junio del 2018 lanzaron el tercer álbum de estudio titulado Culture II el cual sería la seguidilla de Culture, este fue un doble álbum en el cual se publicaron 24 canciones, y contó con apariciones especiales de 21 Savage, Drake, Gucci Mane, Travis Scott, Ty Dolla Sign, Big Sean, Nicki Minaj, Cardi B, Post Malone y 2 Chainz. Fue producido ejecutivamente por Quavo, junto con el trabajo de producción de una variedad de colaboradores, incluidos Metro Boomin, Kanye West Pharrell Williams, entre otros.
En junio del 2021 lanzaron su cuarto álbum de estudio Culture III siendo esta la continuación de su álbum Culture II de 2018 y sirve como conclusión de su trilogía Culture. El álbum contó con 19 sencillos e incluye apariciones especiales de Drake, Cardi B, Polo G, Future, Justin Bieber, los raperos Juice Wrld y Pop Smoke, y YoungBoy Never Broke Again.
También el trío estrenó junto al álbum merchandising del mismo anunciando un tour el mismo año en USA.

### 2022: Muerte deTakeoffy separación
El 1 de noviembre de 2022, el rapero Takeoff fue asesinado, en un tiroteo, después de una fiesta privada. Tiempo después, sus compañeros de Migos confirmaron la separación del grupo.

## Problemas legales

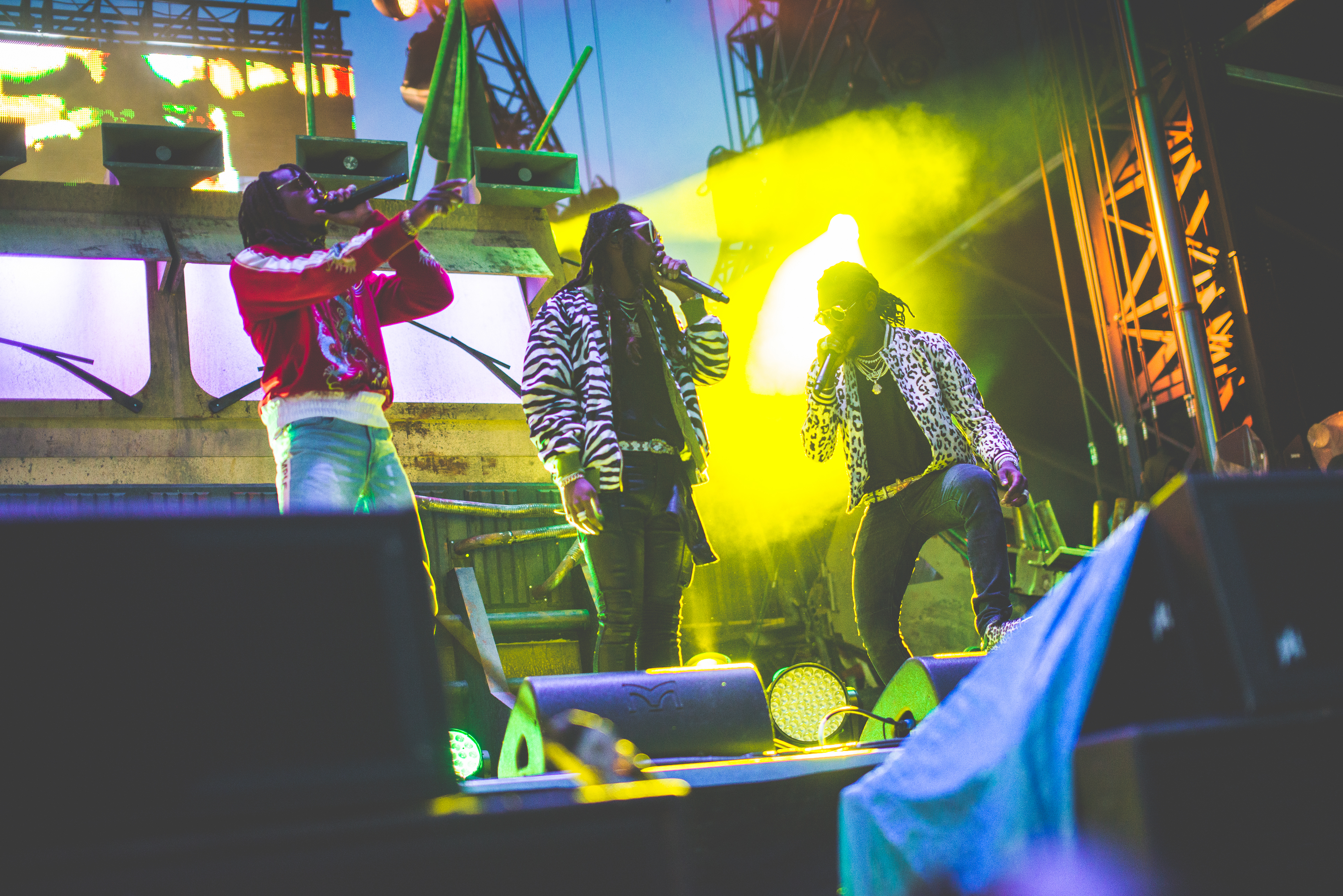
Migos en Canadá en 2017

En abril de 2015 Migos se preparaba para actuar en un concierto de primavera de la Georgia Southern University. Los departamentos de policía de la universidad, de Statesboro y el oficial del condado de Bulloch detectaron un olor a marihuana que provenía de la camioneta de la banda. Luego de realizado un interrogatorio a los conductores, la banda y otros doce sujetos compartieron marihuana y otras sustancias controladas y armas.
Offset recibió otros cargos por agredir a un recluso y causarle heridas de gravedad por una riña carcelera. El 8 de mayo de 2015, el juez de la Corte Superior del condado de Bulloch aceptó formalmente la fianza basándose en su historial criminal.

## Discografía

### Álbumes de estudio
- Yung Rich Nation (2015)
- Culture (2017)
- Culture II (2018)
- Culture III (2021)

### Extended plays
- 3 Way (2016)

### Mixtapes
- Juug Season (2011)
- No Label (2012)
- YRN (2013)
- Streets On Lock con Rich The Kid (2013)
- Streets On Lock II con Rich The Kid (2013)
- Lobby Runners con Rich The Kid, Young Thug y Peewee Longway (2013)
- Solid Foundation con Quality Control (2014)
- No Label II (2014)
- Streets On Lock III con Rich The Kid (2014)
- World War 3D: The Green Album con Gucci Mane (2014)
- Rich Nigga Timeline (2014)
- Migo Lingo con YRN Lingo (2015)
- Still On Lock con Rich The Kid (2015)
- Back To The Bando (2015)
- Streets On Lock IV con Rich The Kid (2015)
- YRN II (2016)

## Filmografía
| Cine       | Cine    | Cine                      | Cine                     |
| Año        | Título  | Rol                       | Notas                    |
| ---------- | ------- | ------------------------- | ------------------------ |
| 2014       | Bando   | Quavo, Takeoff y Offset*  | Short film               |
| Televisión |         |                           |                          |
| Año        | Título  | Rol                       | Notas                    |
| 2016       | Atlanta | Quavo, Takeoff, y Offset* | Episodio: "Go for Broke" |
| 2022       | Day 1   | Ellos mismos              | Invitados al evento      |

Notes:
- Los tres miembros de los Migos aparecieron retratando versiones ficticias de sí mismos.

## Premios y nominaciones
| Año  | Premiación              | Trabajo                                   | Categoría                     | Resultado | Ref.   |
| ---- | ----------------------- | ----------------------------------------- | ----------------------------- | --------- | ------ |
| 2014 | BET Hip Hot Awards      | —                                         | Rookie del año                | Nominado  | [ 12 ] |
| 2014 | BET Hip Hot Awards      | "Fight Night"                             | Best Club Banger              | Ganador   | [ 12 ] |
| 2014 | BET Hip Hot Awards      | No Label II                               | Best Mixtape                  | Ganador   | [ 12 ] |
| 2015 | BET Awards              | —                                         | Mejor Grupo                   | Nominado  | [ 13 ] |
| 2017 | Billboard Music Awards  | "Bad and Boujee" (featuring Lil Uzi Vert) | Mejor Canción Rap             | Nominado  | [ 14 ] |
| 2017 | Billboard Music Awards  | "Bad and Boujee" (featuring Lil Uzi Vert) | Colaboración Rap              | Ganador   | [ 14 ] |
| 2017 | BET Awards              | —                                         | Mejor grupo                   | Ganador   | [ 15 ] |
| 2017 | BET Awards              | "Bad and Boujee" (feat. Lil Uzi Vert)     | Best Collaboration            | Ganador   | [ 15 ] |
| 2017 | BET Awards              | "Bad and Boujee" (feat. Lil Uzi Vert)     | Video del año                 | Ganador   | [ 15 ] |
| 2017 | BET Awards              | "Bad and Boujee" (feat. Lil Uzi Vert)     | Video con más visualizaciones | Ganador   | [ 15 ] |
| 2017 | MTV Video Music Awards  | "Bad and Boujee" (feat. Lil Uzi Vert)     | Best Hip Hop Video            | Ganador   | [ 16 ] |
| 2017 | MTV Europe Music Awards | "Bon Appétit" (with Katy Perry)           | Mejor Video                   | Ganador   |        |
| 2018 | Grammy Awards           | "Bad and Boujee" (featuring Lil Uzi Vert) | Mejor colaboración            | Nominado  |        |
| 2018 | Grammy Awards           | Culture                                   | Mejor Álbum Rap               | Nominado  |        |